# Witold Urbanowicz
 (septembre 2013).
Si vous disposez d'ouvrages ou d'articles de référence ou si vous connaissez des sites web de qualité traitant du thème abordé ici, merci de compléter l'article en donnant les références utiles à sa vérifiabilité et en les liant à la section « Notes et références ».
Witold Urbanowicz (né le 30 mars 1908 à Olszanka (Pologne) - mort le 17 août 1996 à New York) est un pilote de chasse polonais, as des forces armées polonaises de la Seconde Guerre mondiale.

## Biographie
En 1930 Witold Urbanowicz entre à l'École des cadets officiers de la force aérienne à Dęblin. Il la termine en 1932. Il est affecté en tant qu'observateur dans un escadron du 1er régiment aérien. En 1933 il termine le cours de pilotage et devient pilote de chasse. Il est transféré avec son unité près de la frontière soviétique pour protéger l'espace aérien polonais contre l'intrusion des avions de reconnaissance soviétiques. En août 1936, Urbanowicz aurait remporté sa première victoire en abattant un Polikarpov R-5. Cet incident, ainsi que la façon non diplomatique  dont il traita Willy Messerschmitt surpris en train d'espionner près d'un hangar polonais lui valent d'être transféré en tant qu'instructeur à Dęblin. C'est à cette époque qu'il reçoit le surnom de Kobra. Des nombreux pilotes connus de la Seconde Guerre mondiale reçoivent leurs épaulettes sous l'œil attentif de Witold Urbanowicz.

## Seconde Guerre mondiale
Lorsque la guerre éclate, Urbanowicz entraîne des cadets à Dęblin. Avec d'autres instructeurs, pilotant des P.7a obsolètes, il participe à des combats mais sans succès. Après que son avion est détruit au sol, Urbanowicz reçoit l'ordre de se rendre en Roumanie pour recevoir des Morane-Saulnier MS.406 et des Hawker Hurricane prétendument livrés. Quand il s'est avéré que les avions ne sont jamais arrivés à destination, Urbanowicz revient en Pologne pour continuer le combat. Il se fait capturer par les Soviétiques, mais parvient à s'évader le soir-même. Trois jours après, il rejoint son unité, évacuée en Roumanie et arrive bientôt en France avec un transport polonais. En janvier 1940 il se trouve dans le groupe des pilotes polonais qui répondent à l'invitation de la RAF et gagne l'Angleterre.
Il est affecté au squadron 145 et commence les vols opérationnels le 4 août 1940 pendant la Bataille d'Angleterre. Quatre jours plus tard, il remporte sa première victoire au sein de la RAF. Le 21 août 1940 il devient le commandant du flight A du 303e escadron de chasse (polonais), et le 7 septembre il est nommé commandant de l'escadron, remplaçant le commandant Krasnodębski grièvement brûlé. Le 21 octobre il passe le commandement au lieutenant Henneberg. Entre le 8 août et le 29 septembre Witold Urbanowicz remporte 15 victoires sûres (dont 14 homologuées) et une probable.
Il travaille ensuite au commandement du 11 Fighter Command. Entre le 15 août et le 1er juin 1942 il commande le 1st Polish Fighter Wing (escadrons 303, 306 et 308). En automne 1942, il devient l'attaché de l'air à Washington.
En septembre 1943 Witold Urbanowicz se porte volontaire pour servir dans la 14th USAAF opérant sur le front chinois. Après avoir servi dans les escadrons 16 et 74, il est affecté à la fameuse unité de Tigres volants (75th Fighter Squadron). Le 11 décembre 1943, en escortant une formation de bombardiers, il se trouve seul face à 6 chasseurs japonais. Malgré la supériorité de l'ennemi, il réussit à abattre 2 avions japonais.
En décembre 1943 il revient brièvement au Royaume-Uni avant de reprendre le poste d'attaché de l'air à Washington.
Witold Urbanowicz totalise 17 victoires homologuées. Durant tout le conflit aucune balle ennemie n'a touché son avion.

## Après la guerre
Après la guerre, en 1946, le colonel Urbanowicz revient en Pologne et se fait arrêter à quatre reprises par le Służba Bezpieczeństwa, sans toutefois être condamné à une longue peine de prison. Après avoir été relâché, il fuit finalement à l'Ouest et s'installe avec sa famille à New York. Il travaille chez American Airlines, Eastern Air Lines et Republic Aviation Company. En 1973 il prend sa retraite. Après la chute du communisme, il visite la Pologne deux fois, en 1991 et 1995. Lors de son second voyage au pays, il est promu général de brigade par le président Lech Wałęsa.
Witold Urbanowicz s'éteint le 17 août 1996 à l'hôpital pour vétérans à Manhattan.

## Decorations[3]
- Ordre militaire de Virtuti Militari
- La croix de la Valeur Krzyż Walecznych - 4 fois
- Distinguished Flying Cross - britannique
- Air Medal
- Distinguished Flying Cross - États-Unis
- Médaille des forces armées chinoises

## Œuvres
- Początek jutra , 1966 - Début du demain
- Świt zwycięstwa , 1971 - L'aube de la victoire
- Ogień nad Chinami - Le feu au-dessus de la Chine
- Le cas du sous-lieutenant Feliks Szyszka[4]

## Postérité
Il existe deux établissements scolaires qui portent le nom de général Witold Urbanowicz :
- L'école primaire à Olszanka[5]
- Le groupe scolaire à Suwałki

Le 27 janvier 2011 la 4e escadre d'entraînement aérien prend le nom de général de brigade Witold Urbanowicz.
Son portrait était peint sur le MIG29 no 59 de la 23ième base tactique située à Minsk Mazowiecki. L'appareil s'est écrasé le 4 mars 2019.